# Villaviad
Villaviad es una localidad del municipio de Liendo (Cantabria, España). Tiene una altitud de 60 metros sobre el nivel del mar. En el año 2008, Villaviad contaba con una población de 36 habitantes (INE). Destaca del lugar la ermita de San Andrés y de las Nieves del siglo XVI. En cuanto a arquitectura civil encontramos en el mismo entorno un puente construido en mampostería.